# 曹受坤
曹受坤（1879年—1959年）字伯陶，广东番禺人，中华民国学者、政治人物。

## 生平
曹受坤与陈融、胡汉民师出同门，擅长诗词，书法工行草。
1920年11月20日，陈炯明决定在广东省署创设“法制编纂会” ，聘呂復、杜之秋、陈融、廖仲恺、曹受坤、金章、孙科、卢兴源、林云陔、戴思赛等十人为委员，陈炯明任法制编纂会主席，“编纂各种法制，以为将来施行之准”。同时陈炯明还推行了其他许多改革省制、精简机构及人员的工作。
1928年11月7日，曹受坤出任国民政府立法院立法委员。1929年9月10日免职。

## 著作
- 曹受坤，庄子哲学（附庄子内篇解说），1948年，排印本
  - 曹受坤，庄子哲学，台北：文景书局，2002年
- 曹受坤，刑法述義，廣東法政學校